# Notes de chevet
Les Notes de chevet (枕草子, Makura no sōshi) est une œuvre majeure de la littérature japonaise du XIe siècle, attribuée à Sei Shōnagon, dame de compagnie de l'impératrice consort Teishi (定子) durant les années 990 et au début du XIe siècle de l'époque de Heian. Le livre est achevé en 1002.

## Composition
Les Notes de chevet se composent de nombreux commentaires et impressions sur le vif de l'autrice — qui aborde tour à tour les choses qu'elle aime ou déteste voir, écouter, manger et boire — ainsi que d'historiettes au sein de la cour impériale, de poésies et de quelques avis sur ses contemporains. Bien qu'il s'agisse avant tout d'un travail personnel, le document, grâce à l'écriture et aux compétences poétiques de Shōnagon, revêt un intérêt littéraire. Il constitue en outre un précieux témoignage historique. Une partie de ces notes a été accidentellement révélée à la Cour du vivant de Shōnagon.

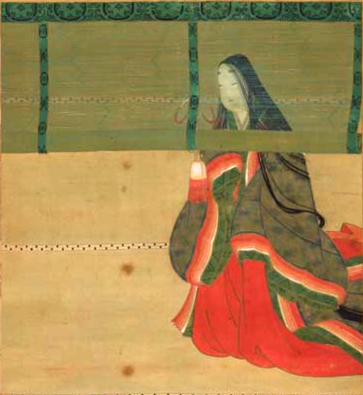
Sei Shōnagon, dessin de la fin du XVIIe siècle.

## Illustrations

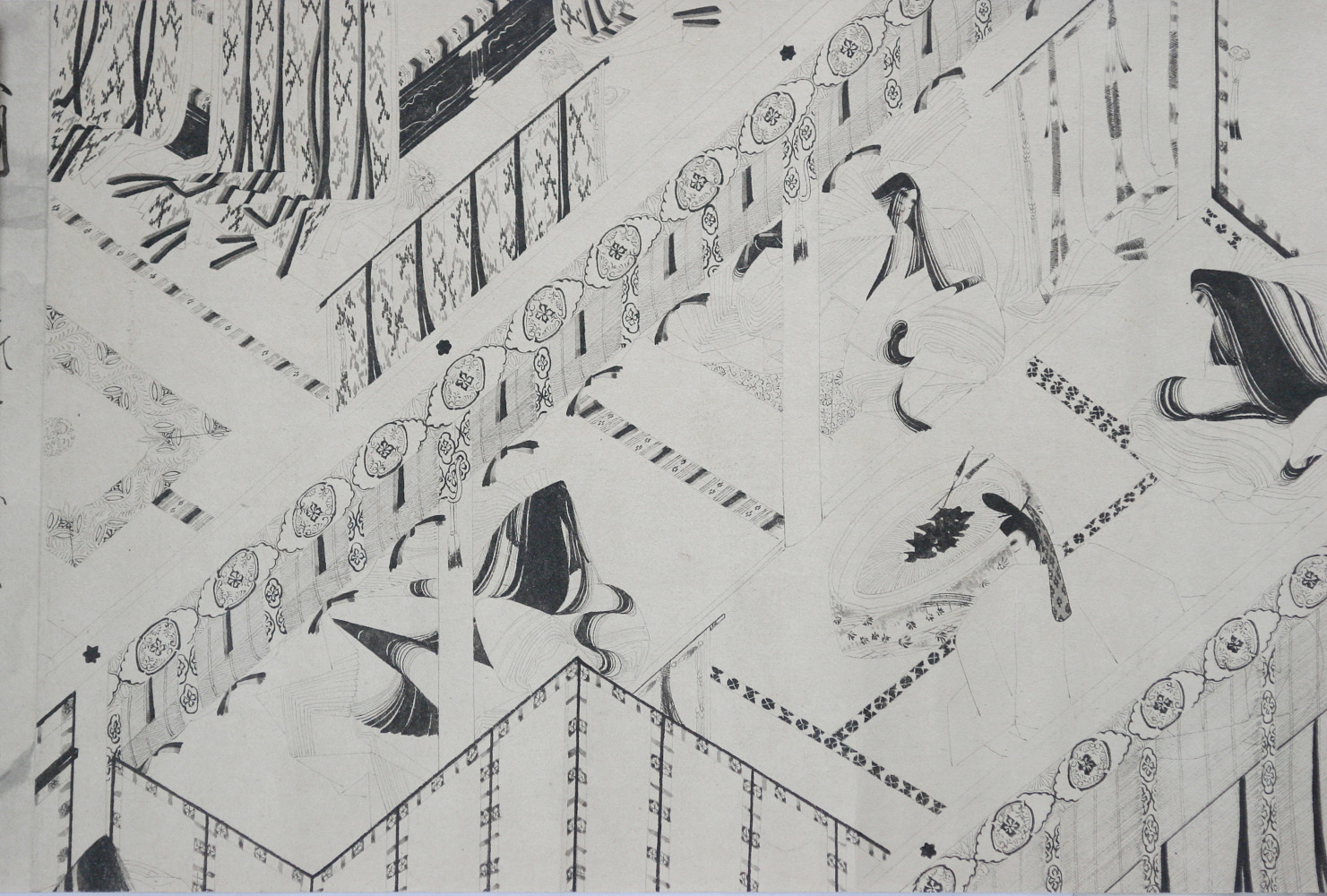
Illustration d'une des anecdotes narrées dans le recueil : la visite de dame Shigeisha à sa sœur aînée.

Les Notes de chevet ont été illustrés dans un emaki (rouleau enluminé) au XIVe siècle : le Rouleau enluminé des Notes de chevet.

## Autres «notes de chevet»
D'une façon générale, un livre de chevet est une collection de notes collationnées pour rendre compte d'une période de la vie de quelqu'un ou de quelque chose. Au Japon, ces notes diverses relèvent du genre littéraire zuihitsu. Parmi les autres œuvres majeures de cette époque, on peut citer le Hōjōki de Kamo no Chōmei et le Tsurezuregusa de Yoshida Kenkō. Le genre zuihitsu devient populaire à l'époque d'Edo quand il rencontre un vaste public au sein de la classe marchande nouvellement développée. Par ailleurs, il acquiert une certaine réputation intellectuelle quand les lettrés japonais classiques commencent à écrire de façon habituelle dans le style zuihitsu. Motoori Norinaga, Yokoi Yayū et Matsudaira Sadanobu sont quelques-uns des auteurs réputés de ce mouvement.
Peter Greenaway a réalisé en 1996 un film homonyme qui raconte une histoire moderne mais fait référence à l'ouvrage de Sei Shōnagon.

## Traduction française
La seule traduction française disponible à ce jour est celle d'André Beaujard, aux Éditions Gallimard (coll. « Connaissance de l'Orient »)  (ISBN 2-07-070533-1). Il existe une traduction plus ancienne réalisée par Kuni Matsuo et Émile Steinilber-Oberlin, publiée en 1928 chez Stock.